# Il film più pazzo del mondo
Il film più pazzo del mondo (Can I Do It... 'Til I Need Glasses?) è un film collettivo statunitense del 1977. È il seguito di If You Don't Stop It... You'll Go Blind, anch'esso diretto da I. Robert Levy e mai uscito in Italia. La pellicola è una rappresentazione scenica di varie barzellette riguardanti soprattutto il sesso e segna il debutto cinematografico di Robin Williams.